# Эписин
«Эписин, или Молчаливая женщина» (англ. Epicoene, or The Silent Woman) — комедия английского драматурга Бена Джонсона, созданная в 1609 году.
Послужила основой для оперы Рихарда Штрауса на либретто Стефана Цвейга «Молчаливая женщина» (1935).

## Содержание
Комедия написана прозой, за исключением двух прологов в рифмованных стихах и пары небольших стихотворных вставок в основном действии (I, 1 — песня пажа; II, 3 — стихи Джона До). Действие происходит в Лондоне.
Богатый вздорный старик Мороуз (англ. Morose — «замкнутый», «угрюмый», «брюзгливый») не любит своего молодого племянника Дофина (Dauphine — «наследник») и, чтобы лишить того права наследства, решает вступить в брак. При этом Мороуз страдает болезненной нетерпимостью к шуму, а потому женой желает обзавестись тихой и неразговорчивой.
Дофин подыскивает дяде такую девушку — некую Эписин (Epicoene — «общего рода»). До свадьбы Эписин ведёт себя необыкновенно тихо и скромно, после венчания же наполняет дом Мороуза гамом и болтовнёй, в чём ей содействуют явившиеся поздравить новобрачных знакомые Дофина — ряд комических фигур, карикатур на современные драматургу типажи.
Мороуз в ужасе желает развестись с Эписин, но после длинной фарсовой сцены обсуждения юридических тонкостей выясняется, что развод невозможен. Дофин обещает сделать брак недействительным, если дядя отпишет ему часть состояния. Мороуз соглашается, после чего Дофин снимает с Эписин парик и та оказывается переодетым юношей — причём одураченными предстают не только все остальные персонажи, но и зрители елизаветинского театра, на протяжении всей пьесы видевшие перед собой юношу-актёра, играющего девушку, однако считавшие это обычной сценической условностью того времени и не предполагавшие, что видят юношу, играющего юношу, играющего девушку.

## Постановки
Премьера комедии состоялась в театре «Уайтфрайерс» в декабре 1609 — январе 1610 года; одну из главных ролей (вероятно, Дофина или Трувита) исполнял Натан Филд. Судя по замечаниям Джонсона, сохранённым Уильямом Драммондом, успеха постановка не имела.
«Эписин» была одной из первых пьес, возрождённых после Реставрации, когда открылись закрытые пуританами театры. Сэмюэл Пипс упоминает, что она шла в начале лета 1660 года, вскоре после возвращения в Лондон Карла II. О спектакле 7 января 1661 года, где в роли Эписин выступал Эдвард Кинастон, Пипс отзывается так:

Между прочим, мальчик Кинастон имел случай появиться перед публикой в трояком виде: во-первых, в виде скромной бедно одетой девушки, прельщающей Мороуза, затем в роскошном платье, как знатная дама, причём он казался самой красивой женщиной в театре и, наконец, как мужчина, тоже самый красивый во всем зале.

1 июня 1664 года Пипс смотрел спектакль, в котором Эписин впервые играла актриса — Мэри Неп, а Кинастон исполнял роль Дофина.
В 1707 году заглавную героиню комедии снова играла женщина — Энни Олдфилд. В постановке Дэвида Гаррика 1776 года роль Эписин сперва была поручена женщине — Саре Сиддонс, затем мужчине — Филипу Ламашу.
В постановке Королевской шекспировской труппы 1989 года роль Эписин исполнял 27-летний Джон Ханна. Чтобы сделать финальный сюрприз более неожиданным, фамилию и имя актёра в программках к спектаклю поменяли местами: «Ханна Джон», что для неосведомлённых зрителей выглядело как имя женщины.

## Публикации
Пьеса появилась в печати в первом фолио Джонсона (1616) с посвящением придворному и моряку Фрэнсису Стюарту (1589—1635) и латинским эпиграфом из четвёртой сатиры Горация, где римский сатирик защищается от обвинений в диффамации:

Ut sis tu similis Caeli, Byrrhique latronum,

Non ego sim Capri, neque Sulci. Cur metuas me?

Ежели ты и похож на разбойника — Целия, Бирра,

Я-то не Каприй, не Сульций: чего же меня ты боишься?

По-видимому, эпиграф и второй пролог — реакция Джонсона на обиду Арабеллы Стюарт, увидевшей в комедии оскорбительный для себя выпад.
На русском языке «Эписин» опубликована в 1921 году отдельным изданием в переводе Елены и Раисы Блох с предисловием и примечаниями Якова Блоха и рисунками театрального художника Александра Рыкова. Два пролога в переводе вырезаны; стихи в основном действии переведены Михаилом Лозинским.